# تایه تایوو
تایه اسماعیلا تایوو (زاده ۱۶ آوریل ۱۹۸۵ - لاگوس) مدافع اهل نیجریه است که در حال حاضر در عضویت تیم دیناموکیف می باشد.